# Ворончихино (Кировская область)
Ворончихино — деревня в составе Немского района Кировской области. 

## География
Находится на расстоянии примерно 4 километра по прямой на запад от районного центра поселка Нема.

## История
Деревня была известна с 1723 года, когда в ней был упомянут 1 двор, в 1764 году учтена 21 душа мужского пола. В 1873 году учтено дворов 31 и жителей 250, в 1905 46 и 247, в 1926 51 и 242, в 1950 38 и 111 соответственно, в 1989 28 жителей . До 2021 года входила в Немское городское поселение Немского района, ныне непосредственно в составе Немского района.в 2025 году 2 двора 3 жителей

## Население
Постоянное население  составляло 19 человек (русские 100%) в 2002 году, 6 в 2010.